# Dina

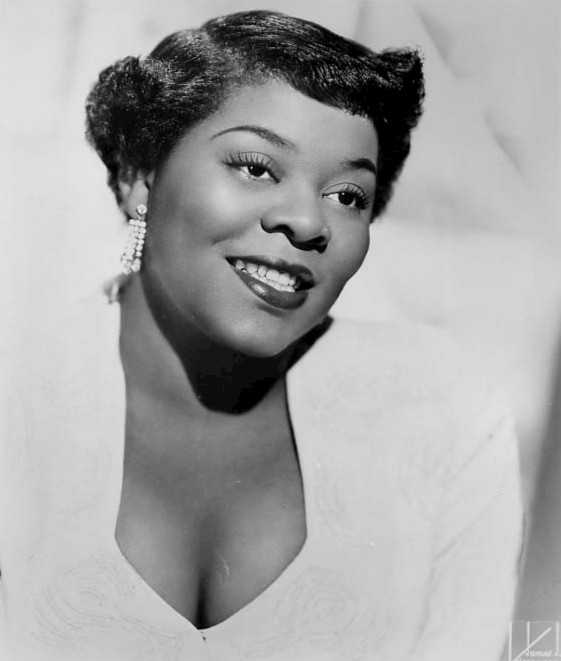
Dinah Washington

Dina eller Dinah är ett hebreiskt kvinnonamn som betyder dom eller rättvisa. Det kan också vara en kortform av till exempel Bernardina. Namnet har funnits i Sverige sedan 1600-talet.
I Bibeln var Dinah (Dina) dotter till Jakob och Lea. 
Den 31 december 2014 fanns det totalt 1 325 kvinnor folkbokförda i Sverige med namnet Dina eller Dinah, varav 1 051 bar det som tilltalsnamn.
Namnsdag: saknas

## Personer med namnet Dina
- Dina (bibeln), dotter till patriarken Jakob
- Dina (artist), norsk popartist
- Dina (sångare), portugisisk sångerska
- Dinah Craik, brittisk författare
- Dina Edling, svensk operasångerska
- Dina Garipova, rysk artist
- Dina Korzun, rysk skådespelerska
- Dina Meyer, amerikansk skådespelerska
- Dinah Shore, amerikansk sångerska och skådespelerska
- Dinah Washington, amerikansk sångerska